# Станок (тваринництво)

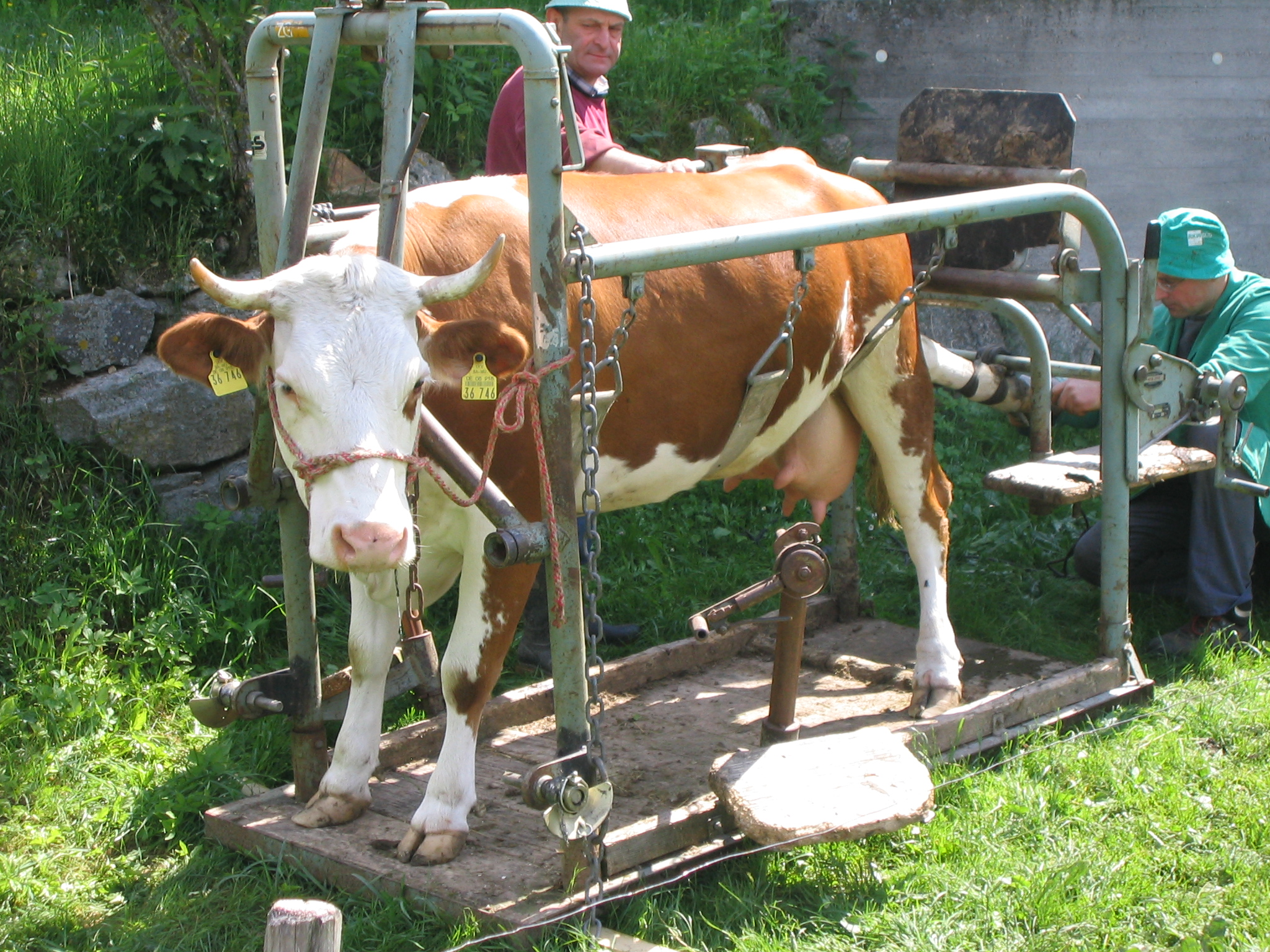
Корова в станку з металевих труб

Стано́к — у тваринництві пристрій, в який ставлять тварину для огляду, лікування, підковування тощо, не даючи їй вільно рухатися. Станки традиційно виготовляють з дерева, хоча цей матеріал недовговічний і небезпечний з погляду можливого заскаблення тварин. В останні роки не надто дорогі станки стали робити зі зварених сталевих трубок, тоді як якісніші виготовляють з подвійних припасованих одна до одної овальних трубок, що уможливлюють регулювати довжину станка, зменшити саднення і оптимізувати фіксацію тварини.
Станком може також називатися стійло — відгороджене місце для тварини в стайні, корівнику.